# Fernando Henrique (calciatore 2001)
Fernando Henrique do Nascimento Pereira, noto semplicemente come Fernando Henrique (São José de Mipibu, 1º giugno 2001), è un calciatore brasiliano, centrocampista del CRB in prestito dal Cruzeiro.

## Caratteristiche tecniche
È un centrocampista centrale.

## Carriera
Cresciuto nel settore giovanile del Grêmio, debutta in prima squadra il 17 marzo 2021 in occasione del match di qualificazione per la Coppa Libertadores vinto 2-1 contro l'Ayacucho.

## Statistiche

### Presenze e reti nei club
Statistiche aggiornate al 13 luglio 2021.
| Stagione        | Squadra         | Campionato      | Campionato | Campionato | Coppe nazionali | Coppe nazionali | Coppe nazionali | Coppe continentali | Coppe continentali | Coppe continentali | Altre coppe | Altre coppe | Altre coppe | Totale | Totale |
| Stagione        | Squadra         | Comp            | Pres       | Reti       | Comp            | Pres            | Reti            | Comp               | Pres               | Reti               | Comp        | Pres        | Reti        | Pres   | Reti   |
| --------------- | --------------- | --------------- | ---------- | ---------- | --------------- | --------------- | --------------- | ------------------ | ------------------ | ------------------ | ----------- | ----------- | ----------- | ------ | ------ |
| 2021            | Grêmio          | PD/RS+A         | 5+4        | 0          | CB              | 1               | 0               | CL+CS              | 2+4                | 0                  |             | -           | -           | 16     | 0      |
| 2022            | Grêmio          | PD/RS+A         | 4+1        | 0          | CB              | 0               | 0               |                    | -                  | -                  |             | -           | -           | 5      | 0      |
| Totale carriera | Totale carriera | Totale carriera | 14         | 0          |                 | 1               | 0               |                    | 6                  | 0                  |             | -           | -           | 21     | 0      |

## Palmarès

### Club

#### Competizioni statali
- Campionato Gaúcho: 3

Grêmio: 2020, 2021, 2022